# Bataille de Finges
 (juin 2008).
Si vous disposez d'ouvrages ou d'articles de référence ou si vous connaissez des sites web de qualité traitant du thème abordé ici, merci de compléter l'article en donnant les références utiles à sa vérifiabilité et en les liant à la section « Notes et références ».
La bataille de Finges à proprement parler a lieu dans la nuit du 27 mai 1799. Elle oppose les forces rebelles du Haut-Valais aux troupes d'occupation helvético-françaises. Elle constitue l'aboutissement final et malheureux d'un long processus commencé lorsque les Français, désirant étendre leur influence sur le Valais en raison de sa situation géopolitique stratégique, libèrent les Bas-Valaisans du joug des Haut-Valaisans. Pendant l'ancien régime, en effet, le Bas-Valais était un territoire vassal du Haut-Valais, avec toutes les obligations et désagréments que cela impliquait.
Avec l'arrivée des Français, les Bas-Valaisans gagnent certes leur liberté, mais ne tardent pas à se rendre compte que leurs libérateurs ont d'autres préoccupations que le seul amour de l'égalité entre les peuples. Bien des jeunes gens doivent partir à la guerre sous les bannières tricolores et les troupes stationnées en Valais se livrent souvent à des pillages qui exacerbent le ressentiment de la population.
Les Français n'occupent cependant pas le Haut-Valais et la situation y reste calme jusqu'en 1798.

## Le début de la guerre
Le 13 décembre 1798, une loi est instaurée par les autorités helvético-françaises qui oblige tous les hommes valides entre 20  et   45 ans du canton du Valais, y compris du Haut-Valais, à se tenir à la disposition des Français pour servir, si nécessaire, dans l’armée française. Le peuple haut-valaisan estime qu’il est injuste de combattre aux côtés des Français, ces « ennemis de la religion », contre un souverain catholique (l’empereur d’Autriche). Plutôt mourir chrétiennement dans sa patrie que de courir à sa perte pour les Français, tel est l’état d’esprit des Haut-Valaisans à la veille des hostilités. 
Ce qui déclencha celles-ci fut l’ordre de marche du 8 avril 1799 qui ordonnait l’envoi d’un contingent de 500 hommes à la guerre sous les drapeaux français.
Dès le 9 avril, le gouverneur de Rivaz alarme le commissaire Burgdorf (envoyé des autorités de la République helvétique) du refus des Haut-Valaisans d’obéir. Celui-ci intime l’ordre de fournir ces hommes dans les 10 jours sous peine de représailles.
Le 13 avril, les habitants de la vallée de Conches jurent de n’envoyer aucun homme, le 14 avril, ceux de la région de Brigue les imitent, suivis bientôt par tout le Haut-Valais. Ils font la promesse de :
1. n’envoyer aucun soldat du canton ;
2. ne pas prendre les armes contre l’empereur d’Autriche ;
3. protéger la religion catholique dans son ensemble.

Le commissaire Burgdorf lève donc une troupe de 1 200 hommes (principalement des Bas-Valaisans) et écrit au gouvernement suisse de lui envoyer des renforts aussi vite que possible, car la motivation des Bas-Valaisans laissait à désirer, tout autant que leur équipement. En effet, ils manquaient de munitions et d’armes. Mais c’est seulement le 6 mai que ces renforts finissent par arriver, en nombre encore insuffisant pour espérer une victoire totale contre les Haut-Valaisans.
Le moment opportun semblant enfin arriver, dans la nuit du 21 au 22 avril, on sonne les cloches de toutes les églises et chapelles du Haut-Valais, annonçant ainsi le début des hostilités. Les troupes haut-valaisannes se regroupent à Viège et déclarent la guerre aux Français.
Le 25 avril, l’armée haut-valaisanne réunie à Loèche nomme un conseil de guerre, le commandement militaire est confié à Ferdinand Venetz et Moriz Perrig.
Le 26 avril, les troupes se mettent en marche et se postent sur la rive droite du Rhône, de Cordona jusqu’au fleuve, et sur la rive gauche prennent position près du village de Finges et installent même des postes avancés jusque devant le pont de Sierre. Celui-ci était gardé par 700 soldats bas-valaisans.
Le nombre total d’hommes sous les ordres de Burgdorf est estimé à 1 300, avec plusieurs canons à leur disposition. Les forces haut-valaisannes devaient être d’à peu près 2 à 3 000 hommes, souvent mal équipés.
Le 2 mai, jour de la fête de l’Ascension, les Haut-Valaisans lancent le premier assaut et parviennent à mettre en fuite l’armée adverse. Même le commissaire Burgdorf qui se trouvait à Sion décide de se mettre à l’abri et avec lui toute l’administration. Ils fuient en direction de Martigny.
Le gros des troupes haut-valaisannes se déplace de Finges à Sierre et poursuit sa marche jusqu’à Sion. De là, le conseil de guerre envoie une proclamation aux Bas-Valaisans leur expliquant que leur but est de chasser les Français, et non pas de rétablir l’ancienne domination du Haut sur le Bas. De nombreux hommes viennent gonfler les rangs de l’armée haut-valaisanne.
Le 5 mai, les Haut-Valaisans reprennent leur marche vers le Bas-Valais et atteignent rapidement Martigny où les troupes de Burgdorf se sont retranchées. Pendant la nuit des troupes auxiliaires françaises arrivent enfin sous la forme d’un bataillon de la 110e demi-brigade d’infanterie de ligne et de 40 hussards sous le commandement du brigadier Loilier.
Le 6 au soir, les Haut-Valaisans pensent pouvoir prendre Saint-Maurice, mais ils se heurtent à deux compagnies de grenadiers français. Un combat violent s’engage et aucune partie ne finit par avoir l’avantage. De surcroît, une nouvelle parvient au conseil de guerre du Haut-Valais : une colonne ennemie serait en route depuis le col du Sanetsch pour les prendre à revers. Information erronée mais qui inquiète le commandement haut-valaisan : dans la nuit du 6 au 7 mai le conseil de guerre décide de se replier et de franchir la Morge.
Les troupes françaises, galvanisées par l’arrivée des renforts et par la retraite des Haut-Valaisans, les suivent de près, et tandis que les premiers regagnent leur position de Finges, les Français installent leur campement à Sierre.
Même l’évêque de Sion, craignant les mauvais traitements des Français, fuit avec les Haut-Valaisans et se réfugie en Italie.

## La bataille de Finges

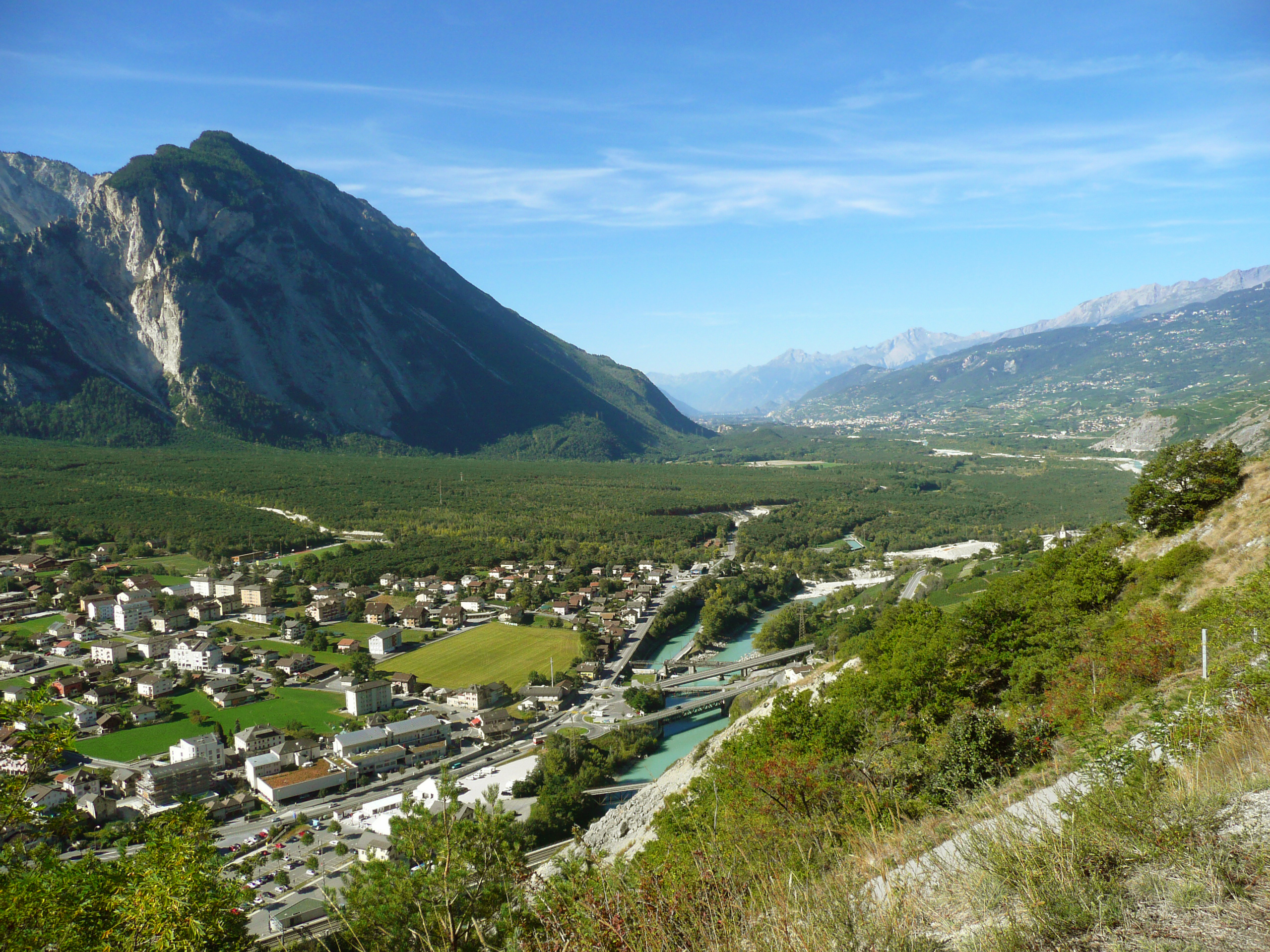
La forêt de Finges et le Gorwetschgrat, depuis la vallée de la Dala

La forêt de Finges (Pfynwald), située sur la rive gauche du Rhône, est entourée au sud par les  parois abruptes du Gorwetschgrat et au nord par le cours sauvage du Rhône. La rive droite du fleuve est également formée de falaises et de rochers qui ne laissent que peu de possibilités de passage. C’est sur ces hauteurs que se trouvaient les deux places stratégiques de Loèche (Leuk) à l’est et de Varone (Varen) à l’ouest, séparée l’une de l’autre par la Dala, rivière tumultueuse qui a creusé son lit au fond de gorges infranchissables. En un seul point, près de son affluent avec le Rhône, un pont permettait de passer d’une rive à l’autre.
Les Haut-Valaisans comprennent rapidement l’importance stratégique des places fortes de Loèche et Varone et y construisent des fortifications. Le pont de la Dala est renforcé par un petit fortin. Ils érigent également un rempart derrière le village de Finges qui s’étend depuis les parois rocheuses du Gorwetschgrat jusqu’au Rhône. Le campement principal des Haut-valaisans devait se situer en avant de la grande forêt de La Souste, à proximité de la colline sur laquelle se dresse actuellement le monument de Finges.
Le nombre d’hommes réunis à Finges avoisinait  les 2-3 000, composés de Haut-Valaisans et de renforts d'autres cantons de Suisse centrale. Leur armement laissait à désirer, ils manquaient de plomb, de poudre à canon et d’armes à feu. Ils avaient néanmoins huit canons de petit calibre en leur possession. Les vivres et autres fournitures de première nécessité leur étaient acheminés en abondance depuis les campagnes fertiles du Haut-Valais.
En face, les forces helvético-françaises étaient composées des éléments suivants : 3 bataillons de la 110e demi-brigade d’infanterie de ligne sous le commandement du brigadier Loilier (env. 1 600 hommes), quelques compagnies de la 57e demi-brigade d'infanterie de ligne (env. 200 hommes), un détachement du 7e régiment de hussards (environ 100 hommes), 1 300 hommes des régiments bas-valaisans et encore 1 000 hommes des régiments vaudois, en tout donc environ 4 000 hommes.
Le quartier général des Français se trouvait à Sierre dans le quartier de Glarey jusque sur la colline de Rawyr et sur la rive gauche du Rhône ils contrôlaient tout le secteur des collines de la petite forêt de Finges. C’est de là d’ailleurs qu’ils entretenaient un bombardement d'artillerie en direction du camp adverse.
L’approvisionnement en vivres et autres denrées de première nécessité était loin d’être suffisant, les généraux français exigeaient que les collectivités publiques bas-valaisannes les leur fournissent dans les plus brefs délais, ce qui était impossible dans le contexte. Les soldats se livraient donc à des pillages et vols dans les villages alentour, voire à des crimes de guerre.
Le 9 mai 1799 marque le début des hostilités à proprement parler. Lollier envoie 400 hommes à l’assaut de Varone et dans le même temps une colonne s’avance en plaine à travers le bois de Finges. Cette dernière se heurte à une forte résistance des Haut-Valaisans qui détachent des blocs de pierre et les font rouler sur leurs ennemis depuis les parois rocheuses du Gorwetschgrat. Du côté de Varone les troupes françaises réussissent à s’emparer momentanément du village, mais après un combat acharné les Haut-Valaisans là aussi parviennent à les mettre en fuite.
Après cette défaite, Loilier décide de ne plus rien entreprendre avant l’arrivée de renforts. Ceux-ci finissent par arriver le 13 mai sous le commandement de l’adjudant-général Joseph François Ignace Maximilien Schiner. Schiner avait été officier dans le régiment de Courten au service du royaume de France, mais après la dissolution de ce dernier en 1792 il était passé dans les troupes nationales révolutionnaires françaises. Il avait été chargé par le gouvernement helvétique de prendre le commandement de toutes les forces en présence à Sierre et de mater les rebelles haut-valaisans. Cependant il se rend compte assez rapidement, compte tenu des circonstances, qu’il lui faudra une troupe plus nombreuse et mieux équipée pour atteindre son but, et il demande aux autorités helvético-françaises un renfort supplémentaire de 3 000 hommes.
À peu près en même temps que l’arrivée de Schiner, quelques soldats autrichiens franchissent le Simplon et viennent prêter main-forte à l’armée haut-valaisanne. Les troupes autrichiennes, cantonnées en Italie du Nord, avaient été informées de la situation par des envoyés du conseil de guerre du Haut-Valais. Hélas, les quelques hommes qui parviennent au camp de Finges remontent certes le moral des troupes mais sont en nombre insuffisant pour apporter un réel soutien militaire. D’ailleurs, les promesses des Autrichiens d’envoyer plus de renforts resteront vaines et cela contribuera à la défaite.
Le combat que se livrent les deux camps peut être qualifié de guerre de position, avec des forces en présence à peu près égales. Tantôt ce sont les Français qui tentent un assaut et qui sont repoussés, tantôt c'est le contraire. Il n’y a alors ni vainqueur ni perdant.
Cependant l’inquiétude gagne les Français, car leur armée d’Italie subit de nombreux revers et on craint que les troupes autrichiennes franchissent le Grand-St-Bernard et qu’ils soient pris entre deux feux ennemis. Une partie des troupes stationnées à Sierre est même envoyée en renfort dans le Bas-Valais.
Au sein des troupes helvético-françaises, la rumeur court que leur commandant, Schiner, fait intentionnellement en sorte de ne pas battre l’ennemi pour épargner son frère, engagé dans le camp adverse. Rumeur infondée mais qui le pousse bientôt à abandonner son poste. Le 20 mai, il se rend à Lausanne où le général français Xaintrailles rassemble une armée importante pour mater une bonne fois pour toutes les insurgés. Ils arrivent à Sierre le 26 mai, avec des troupes fraîches, bien équipées et entraînées.
Du côté haut-valaisan on note l’arrivée de quelques renforts autrichiens, mais bien modeste en comparaison avec le camp adverse. Le conseil de guerre nomme un officier autrichien, le lieutenant Ducka, à la tête de l’armée. Une attaque est planifiée pour le 27 mai au matin.
Aux premières lueurs du jour 300 alpinistes haut-valaisans descendent les parois rocheuses des gorges de la Dala au lieu-dit « Koln » en dessus de Inden, réussissent à passer sur l’autre rive  et donnent l’assaut à Varone. La garnison française, surprise, finit par abandonner la position et fuit en direction de Sierre et Salquenen.
Les Haut-Valaisans attaquent sur deux fronts en même temps et sur la rive gauche du Rhône ils chassent les Français de la basse forêt de Finges (région des collines). Le village de Chippis est également attaqué. Le combat dure trois heures et se solde par une victoire haut-valaisanne. Les Français sont obligés de se retrancher dans leur campement.
Les vainqueurs commettent alors une erreur stratégique qui leur sera fatale. Au lieu de continuer leur avancée sur Sierre et d’en chasser les occupants, ils font demi-tour et retournent dans leur camp de Finges. Ils y fêtent la victoire jusqu’à tard dans la nuit, et négligent de renforcer les sentinelles.
Le soir même, un nouveau renfort de 1 600  à   1 900 hommes vient rejoindre les troupes du général Xaintrailles. Celui-ci décide de riposter immédiatement en profitant de l’effet de surprise et dans le plus grand silence, aux environs de minuit, ses hommes se mettent en marche en direction du camp des Haut-Valaisans à Finges.
Il est déjà trop tard lorsque le premier coup de feu retentit, les Haut-Valaisans n’ont pas le temps de s’équiper, déjà les hordes ennemies déferlent de toute part, abattant, égorgeant et semant la panique. Plus de 200 Haut-Valaisans sont tués, mais ils se battent avec bravoure et réussissent à infliger de lourdes pertes à leurs agresseurs. Voyant qu’il ne leur reste que la fuite comme seul espoir de survie, ils abandonnent finalement le combat et battent en retraite dans le désordre le plus total.
Une partie des hommes tentent de fuir en longeant le Corwetschgrat mais ne parviennent pas à franchir le torrent de l’Illgraben. Ils se font massacrer par les Français lancés à leurs trousses. D’autres ont momentanément plus de chance en réussissant à franchir le Rhône en formant une chaîne humaine et à fuir de côté d’Erschmatt et de Loèche désertés par leurs habitants.
Parallèlement à l’attaque du camp de Finges, le pont de la Dala est également la cible des Français. Rapidement ils s’en rendent maîtres et à quatre heures du matin font leur entrée dans le bourg de Loèche où ils se livrent à une mise à sac totale. Des Haut-Valaisans qui se rendent aux Français se voient précipités dans le Rhône depuis le pont qui traverse le Rhône. Beaucoup de blessés se réfugient dans une chapelle qui borde la route de Loèche, ils y sont tous tués et leurs corps jetés au Rhône.
Après cette défaite, tous les villages, toutes les campagnes du Haut-Valais subirent le même sort et le général Xaintrailles, à qui on demanda de rendre des comptes sur les exactions dont ses troupes s’étaient rendues coupables, se contenta de répondre qu’on lui avait donné l’ordre de réduire la rébellion à néant, et que ses troupes avaient exécuté cet ordre à la lettre.

## Le monument de Finges
Cent ans plus tard, en 1899, un monument (en forme d'obélisque) fut érigé à Finges à l’occasion de la fête commémorant le centenaire de la bataille de Finges. Ce monument est le signe le plus marquant qui rappelle aujourd’hui en Valais les événements de 1798-1799.